# Diplodon expansus
Diplodon expansus é uma espécie de bivalve da família Hyriidae.
É endémica do Brasil.